# Sat.1
Sat.1 (SatellitenFernsehen GmbH) er en tysk kommerciel tv-kanal. Kanalen begyndte sine udsendelser i januar 1984 én dag før RTL og er således den ældste privatejede kommercielle tv-kanal i Tyskland.
Kanalen startede som PKS (Programmgesellschaft für Kabel und Satellitenrundfunk), men skiftede allerede i januar 1985 navn til Sat.1. De første udsendelser kunne kun ses af få kabel-tv-seere. Programmerne bestod dengang af gamle film, hovedsagligt fra KirchMedias arkiver, amerikanske hit-serier og quizzer. Senere blev stationen kendt for sin egenproduktion af serier og tv-film. I Tyskland har kanalen status af Vollprogram, hvilket ligesom must carry betyder, at alle kabelnet distribuerer kanalen. Kanalen sendes desuden i særlige versioner i Østrig og Schweiz. I Tyskland har kanalen en markedsandel (share) på 10,2%.
Sat.1 er en del af ProSiebenSat.1 Media. Kanalen distribueres via fleste kabel-tv-selskaber i Danmark.